# Дані Іглесіас
Дані Іглесіас (ісп. Dani Iglesias, нар. 17 липня 1995, Сантьяго-де-Компостела) — іспанський футболіст, фланговий півзахисник клубу «Рієка».

## Клубна кар'єра
Народився 17 липня 1995 року в місті Сантьяго-де-Компостела. Вихованець футбольної школи клубу «Депортіво». З 2013 року став виступати за резервну команду «Депортіво Б», взявши участь у 80 матчах Терсери.
Іглесіас дебютував у першій команді галасійців 24 серпня 2013 року, вийшовши на заміну замість Алекса Бергантіньйоса на останні 13 хвилин у домашній грі Сегунди проти «Кордови» (0:1). Цей матч так і залишився єдиним для гравця у чемпіонаті за рідну команду, ще двічі того сезону він виходив у матчах кубку. Не зігравши жодної гри за основу у наступному сезоні, 31 липня 2015 року він розірвав свій контракт з командою, незважаючи на те, що «Депор» пропонував гравцю продовжити угоду до 2018 року.
11 вересня 2015 року Іглесіас підписав чотирирічний контракт із «Алавесом», але і тут виступав виключно за резервну команду, що грала у Терсері, а також здавався в оренду в «Гвадалахару» із Сегунди Б та хорватський клуб «Істра 1961», у складі якого Дані дебютував у найвищому дивізіоні, зігравши 20 матчів Першої хорватської ліги у сезоні 2018/19. По завершенні тієї оренди Іглесіас розірвав угоду з «Алавесом» і залишився виступати у Хорватії, підписавши контракт з «Рієкою», якій в першому ж сезоні допоміг виграти Кубок Хорватії. Станом на 17 вересня 2020 року відіграв за команду з Рієки 11 матчів в національному чемпіонаті.

## Виступи за збірні
У 2013–2015 роках виступав у складі юнацьких збірних Іспанії до 16 та до 17 років, за які загалом взяв участь у 5 іграх, відзначившись 4 забитими голами.

## Титули і досягнення
- Володар Кубка Хорватії (1):

«Рієка»: 2019–20